# Phoracantha semipunctata
Phoracantha semipunctata là một loài bọ cánh cứng trong họ Cerambycidae.

## Hình ảnh

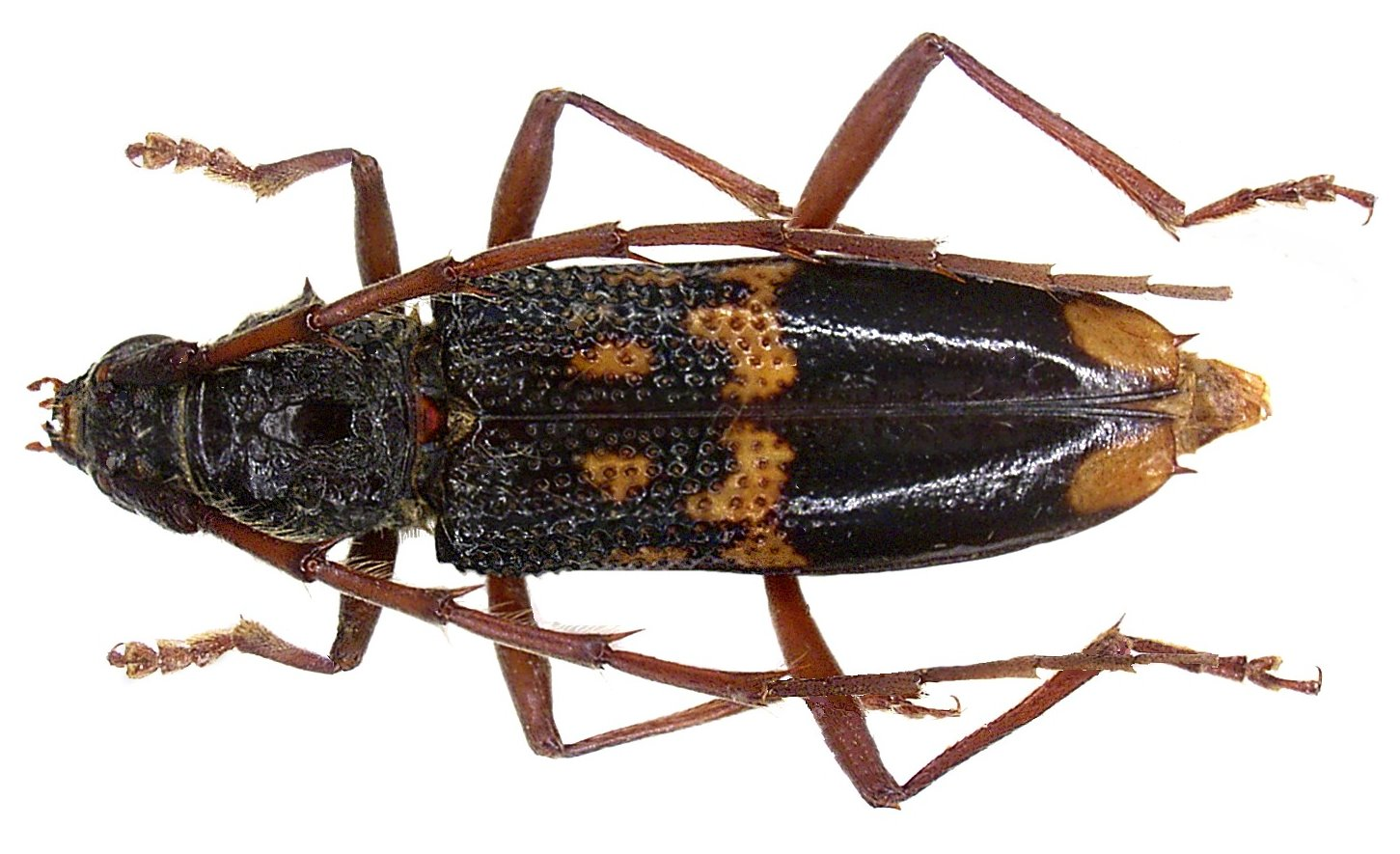